# P-26
Das P-26 (Projekt 26) war eine geheime Kaderorganisation zur Aufrechterhaltung des Widerstandswillens in der Schweiz im Fall einer Besetzung. Sie wurde 1979/1981 als Nachfolgerin des Spezialdienstes in der Untergruppe Nachrichtendienst und Abwehr (UNA) eingesetzt und wurde 1990 – immer noch im Aufbau begriffen – nach der Bekanntmachung durch eine Parlamentarische Untersuchungskommission (PUK) durch den Bundesrat aufgelöst. Für die P-26-Mitglieder war in Friedenszeiten keine Bewaffnung vorgesehen, und die Rekrutierten kannten sich nicht zellübergreifend. Vorgesehen war, dass sie ausschliesslich auf Befehl einer allenfalls im Ausland verbleibenden Exilregierung aktiv geworden wären, um als Nachrichtenquelle und letztes Mittel der Einflussnahme zu dienen. Ein Kampfauftrag war nicht vorgesehen, sondern der Armee vorbehalten.

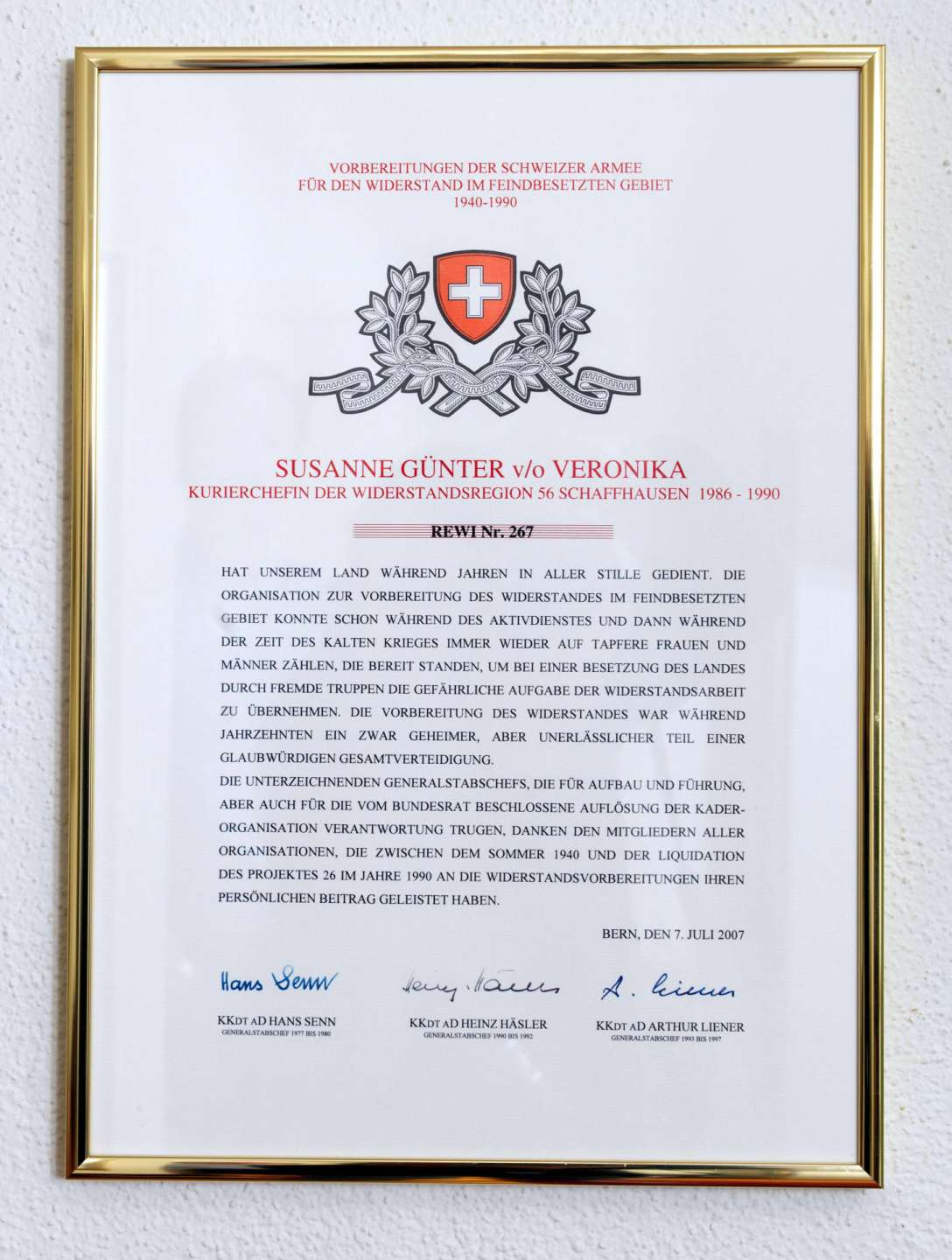
Urkunde Veronika

## Vorgeschichte
Von 1940 bis 1990 hatte die Armeeleitung fünfzig Jahre lang nicht nur die Verteidigung der Schweiz gegen eine nationalsozialistische Aggression und gegen einen Angriff gemäss der sowjetischen Militärdoktrin vorbereitet, sondern auch eine Niederlage ihrer Armee bedacht. Dazu sollte auch das von Albert Bachmann gestaltete Zivilverteidigungsbuch dienen, das 1969 vom Bundesrat an die Schweizer Bevölkerung abgegeben wurde und das wegen seiner Tendenz, die «Zivilgesellschaft zu militarisieren», in linken und pazifistischen Kreisen auf Ablehnung stiess. Unter strenger Geheimhaltung wurden bis 1990 logistische Strukturen aufgebaut, um ggf. nach einer feindlichen Besetzung des Landes den Widerstand organisieren zu können.
Die erste geheime Widerstandsorganisation Aktion Nationaler Widerstand (ANW) wurde am 7. September 1940 in einer Zeit höchster Bedrohung gegründet. Zur Gründungsversammlung im Bahnhofbuffet 2. Klasse in Zürich hatten der Nachrichtenhauptmann Hans Hausamann, der Nachrichtenkorporal und spätere Botschafter August Lindt und der Präsident der Schweizer Sozialdemokraten, Hans Oprecht eingeladen. Mit dabei waren auch der spätere SP-Bundesrat Max Weber und der für seinen unbeugsamen Widerstand gegen die Nazis bekannte Redaktor Albert Oeri sowie auch bekannte Theologen wie Leonhard Ragaz und Karl Barth und der Migros-Gründer Gottlieb Duttweiler. Das Zusammenstehen aller Bundesratsparteien endete nicht mit dem Zweiten Weltkrieg, immer waren bekannte Exponenten aller vier Bundesratsparteien in den Widerstandsvorbereitungen engagiert, so etwa der 2016 verstorbene CVP-Bundesrat Alphons Egli mit dem Decknamen «Blasius». Sie alle standen 1990 bei Androhung von Zuchthausstrafen in der Pflicht absoluter Geheimhaltung. Im Auftrag von Hans Hausamann baute der Funkerkorporal, Bürgenstock-Hotelier und Funkamateur Fritz Frey 50 Geheimsender «Tg 105», von denen bis Kriegsende 21 Geräte bei geworbenen Funkern platziert und regelmässig in Betrieb genommen wurden. Der letzte dieser Funker der ANW wurde 2009 von Bundesrat Ueli Maurer im Bundeshaus aus der Geheimhaltung entlassen und verdankt. Für Rekrutierung und Betrieb des geheimen «G-Netzes» war Major Hagen freigestellt worden.
Von 1948 bis 1965/66 gab es Widerstandsvorbereitungen innerhalb des Territorialdienstes der Armee.
1968 ging die Verantwortung für die Vorbereitungen auf den neu gebildeten Spezialdienst der Untergruppe Nachrichtendienst und Abwehr (UNA) über. Von 1969 bis 1975 leitete Heinrich Amstutz (1924–2012) den Spezialdienst. Während seiner Zeit war von 1971 bis 1976 der spätere Bundesrat Alphons Egli als Milizoffizier im Armeestabsteil 420.3 Stabsmitglied des Spezialdienstes eingeteilt gewesen.
Ab 1976 leitete Albert Bachmann (Deckname «Tom») den Spezialdienst. Heinrich Eichenberger (Deckname «Felix») war Chef der Feldorganisation. Nach der Affäre Schilling/Bachmann im Jahr 1979, die Schilling eine bedingte Haftstrafe einbrachte und für Bachmann mit der Entlassung endete,: S. 28, 34 wurde der Spezialdienst reorganisiert und die beiden Bereiche Widerstandsvorbereitungen für den Besetzungsfall und ausserordentlicher Nachrichtendienst organisatorisch und personell entflochten.

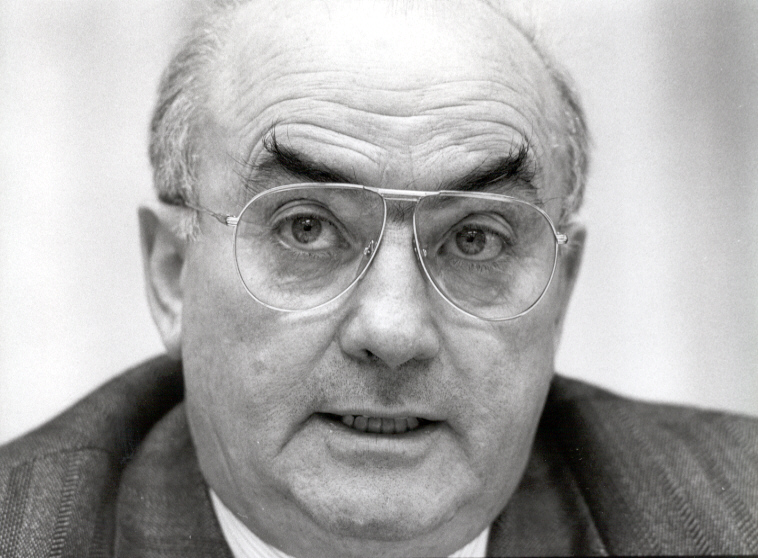
Efrem Cattelan (1990)

Per 1. Oktober 1979 übernahm Efrem Cattelan, Oberst im Generalstab, den Spezialdienst von Oberst Bachmann und führte nach einer Einarbeitungszeit die von Bachmann geschaffenen Bereiche der Rekrutierung, der Ausbildung und der Logistik weiter. Nachdem in der Folge der Untersuchung des Falles Schilling durch eine Kommission des Parlamentes der Deckname «Spezialdienst» öffentlich geworden war, erhielt die Widerstandsorganisation per 1. Januar 1981 den neuen Decknamen Projekt 26 (P-26). Die Bezeichnung, die Generalstabschef Hans Senn als letzte Amtshandlung genehmigte, bezieht sich – wie auch die Parlamentariergruppe 426 (siehe weiter unten ausführlich) – auf den Artikel 426 der Gesamtverteidigungskonzeption von 1973, die im Artikel mit dieser Nummer die Widerstandsvorbereitungen beschreibt.

### Rechtliche Grundlage
Der Ursprung des Projekts 26 lag im sicherheitspolitischen Bericht des Schweizer Bundesrats von 1973:

«Eine Besetzung des Landes darf nicht das Erlöschen jeden Widerstandes bedeuten. Ein Gegner soll auch in diesem Fall nicht nur mit Ablehnung, sondern mit aktivem Widerstand rechnen müssen. Diese Gewissheit muss in seiner Gewinn- und Verlustrechnung ein für uns positives Element sein. […] Aber alle Möglichkeiten, günstige Voraussetzungen für den aktiven Widerstand zu schaffen, müssen früh wahrgenommen werden.»

Die Arbeitsgruppe Bachmann der Geschäftsprüfungskommission (GPK) unter dem Vorsitz des späteren Vorstehers des Eidgenössischen Militärdepartements (EMD, ab 1998 VBS), Jean-Pascal Delamuraz, kam 1981 in ihrem Bericht zum Spezialdienst unter Bachmann zu folgendem Fazit:

«Aufgabe und Stellung der Widerstandsorganisation und des besonderen Nachrichtendienstes entsprechen heute den Anforderungen, die vom Standpunkt des Rechtsstaates und der Demokratie zu stellen sind. Die verwaltungsinterne Aufsicht über diese Bereiche ist allerdings nicht genügend.»

1973 und 1981 hatte das Parlament von den Vorbereitungen des Projekts 26 zustimmend Kenntnis genommen und dabei die Rechtmässigkeit der Organisation bestätigt. Sie war als Teil der Gesamtverteidigung verfassungskonform und wurde ausschliesslich mit staatlichen Mitteln finanziert. Die Einzelheiten der Widerstandsvorbereitungen mussten jedoch streng geheim bleiben, sollten die Strukturen der Organisation nicht gleich zu Beginn einer Besetzung verraten und vom Feind vernichtet werden.
Über die effektiven Dimensionen der Organisation P-26 konnte das Parlament nicht Bescheid wissen; in groben Zügen war jedoch 1980/81 die Geschäftsprüfungskommission informiert worden, die für sich die Oberaufsicht über die geheimen Dienste beanspruchte.: S. 246–247 Sie übte diese auch während einigen Jahren aus, doch scheint sie sich ab etwa 1984 nicht mehr darum gekümmert zu haben.: S. 357–359 Zwar fehlte für die Organisation eine Gesetzesgrundlage, doch stand sie auf verfassungsmässiger Basis.: S. 264

## Auftrag
Im Falle einer Besetzung der Schweiz durch eine fremde Macht hätte das P-26 die Kaderleute (ausgerüstet mit den nötigen Mitteln) für einen kontinuierlichen Widerstand gegen den Aggressor bereitgestellt. Es sollte nicht dem Zufall oder dem Gegner überlassen werden, wie die Eidgenossenschaft zurück zur Unabhängigkeit findet. Im Gegensatz zu Widerstandsorganisationen im Zweiten Weltkrieg hatten die vier sich von 1940 bis 1990 folgenden Widerstandsstrukturen nie einen militärischen oder gar Kampfauftrag, es war von Anbeginn der politische Auftrag, die Moral der Bevölkerung unter einer totalitären Besatzungsmacht zu stützen und dem Exil-Bundesrat als einzige verbleibende Nachrichtenquelle und einziges operatives Instrument zu dienen.
Unter den strategischen Fällen eines Angriffes der Streitmächte des Warschauer Pakts gab es den Fall der «Teilbesetzung», bei der nur das panzergängige Mittelland besetzt worden wäre. In diesem Falle wären die zuletzt 40 Widerstandsregionen mit je zwei getrennten Zellen vom Inland-Führungsstab geführt worden. Dies könne entweder in der Anlage «Schweizerhof» in Gstaad und über die zugehörige Sendeanlage auf dem Flugplatz Saanen, beziehungsweise aus dem Ersatz-Kommandoposten auf dem Brünig, mit chiffriertem Kurzwellenfunk erfolgen. Die täglich eintreffenden Lagemeldungen der 80 Senderstandorte wären laufend durch den Führungsstab in einen täglichen Lagebericht des besetzten Gebietes verarbeitet und dem Bundesrat in seiner Führungsanlage K20 in Kandersteg über Kabel- und Richtstrahlverbindungen übermittelt worden. Diese Lageberichte wären dem im Reduit befindlichen Bundesrat die wichtigste Grundlage gewesen, um die Lage in der teilbesetzten Schweiz zu beurteilen.
Auch bei einer Vollbesetzung der Schweiz wäre es der Hauptauftrag der während 50 Jahren bestehenden vier aufeinanderfolgenden Kaderorganisationen für den Widerstand im feindbesetzten Gebiet gewesen, dem vorgesehenen Exil-Bundesrat, der nach der Vorstellung der Generalstabsabteilung in London, Irland oder Kanada (Ottawa) operiert hätte, als letzte Nachrichtenquelle und letztes Instrument der Einflussnahme in einer durch die Wehrmacht oder durch die Sowjetunion besetzten Schweiz zu dienen. Der Exil-Bundesrat wäre die Ultima Ratio der Selbstbehauptung gewesen. «Endziel des Widerstandes», heisst es im Auftrag des Generalstabschefs für das Projekt 26, «ist die Wiederherstellung der schweizerischen Souveränität in rechtsstaatlicher Freiheit in den heutigen Grenzen.»: S. 251

### Bedrohungslage

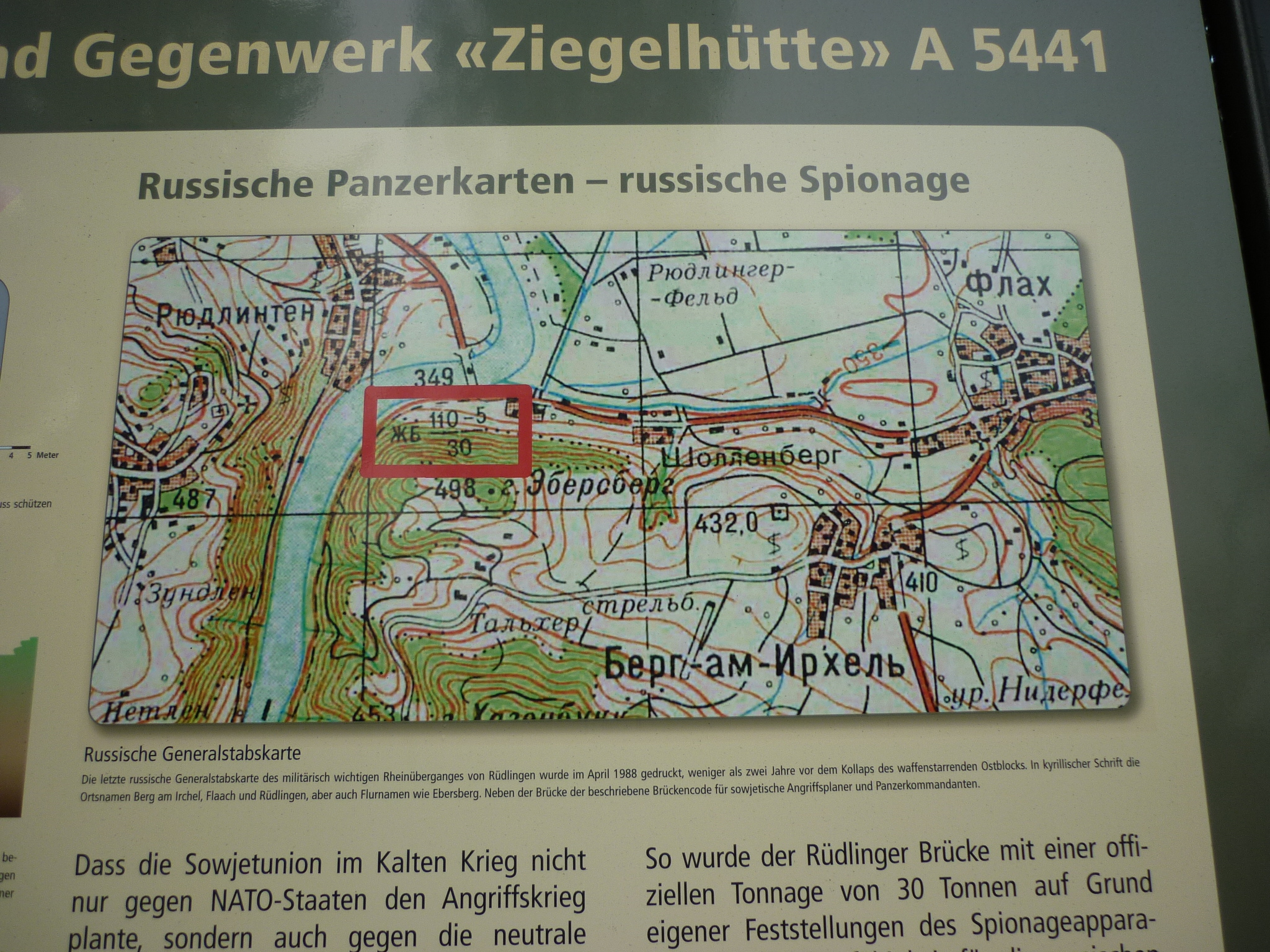
Infotafel: Sowjetische Generalstabskarte von 1988 mit Objektcharakteristik (im roten Rechteck) für die Brücke Rüdlingen (Baumaterial: ЖБ [= Железобетон / Stahlbeton]; Brückenlänge: 110 m; Fahrbahnbreite: 5 m; Tragfähigkeit: 30 t)

Funde aus den Archiven des KGBs zeigen auf, dass es noch bis zum Sommer 1988 Pläne für einen militärischen Vorstoss des Warschauer Pakts über den «neutralen Korridor» (Österreich und Schweiz) gab. Auf den Landkarten, die der sowjetische Generalstab nachführte, fanden sich Angaben zu den Belastungsgrenzen von schweizerischen Brücken. Beim Polizeieinsatz wegen der Besetzung der polnischen Botschaft in Bern wurden bereits 1982 Spionageunterlagen des Ostblocks gefunden. Nach dem Ende des Kalten Krieges 1989 wurde in Belfaux ein Versteck für Waffen und Ausrüstung aufgedeckt, das durch Sprengsätze geschützt war und vermutlich 1966 von sowjetischen Agenten angelegt worden war.
Der ranghöchste Überläufer des Sowjetblockes, der tschechoslowakische Generalmajor Jan Šejna, flüchtete 1968 in die Vereinigten Staaten und berichtete in seinem Buch «We will bury you», dass sowjetische Kriegspläne zur Besetzung der Schweiz auch den Einsatz von Luftlandetruppen vorsahen. Im Falle eines Kriegs gegen Deutschland war vorgesehen, die Schweiz zu besetzen, um zu verhindern, dass sich die besiegten «Faschisten» hätten in die Schweiz zurückziehen können. Die Planung sah auch vor, die Schweizer Neutralität mit Einheiten des Warschauer Pakts «zu schützen», falls der Westen versucht hätte, gegen Militäraktionen des Warschauer Pakts in Österreich oder Jugoslawien vorzugehen.
Die Schweizer Militärs waren überzeugt, dass eine sowjetische Offensive Richtung Westen praktisch aus dem Stand, das heisst ohne erkennbare Vorbereitungen, ausgelöst werden könnte.: S. 253

#### Szenarien
Efrem Cattelan formulierte 1982 in der streng geheimen Grundkonzeption mögliche Entwicklungen («Szenarien»), die zu einer militärischen Besetzung der Schweiz und damit zu einem Einsatz der Widerstandsorganisation führen könnten:: S. 254
1. Durchmarsch: Dieser führt zu einer Teilbesetzung des Landes. Das Ziel dieser Aktion gilt primär nicht der Eroberung der Schweiz.
2. Einfall: Dieser führt vorerst zu einer Teilbesetzung. Das Ziel aber ist die Eroberung des Landes. Wird es erreicht, so tritt der dritte Fall ein.
3. Besetzung: In diesem Fall wurde die Schweiz militärisch erobert und besetzt. Ob sie anschliessend in ihren heutigen Grenzen bestehen bleibt oder ob sie – z. B. nach Sprachen und Kulturen – den grösseren europäischen Regionen zugeteilt wird, liegt in der Hand der Besatzungsmacht. Sollte das eintreten, so erlöschen Zielsetzung und Auftrag an die Widerstandsorganisation nicht. Sie können höchstens dadurch erschwert werden.
4. Umsturz: Als letzter Fall erscheint der innere Umsturz durch Erpressung, Unterwanderung und/oder dergleichen möglich. Auch in diesem Fall ist das Ziel eine Besetzung der ganzen Schweiz.
5. Europa: Bewusst wurden vorläufig Szenarien im europäischen Raum ausgelassen.

Während die drei ersten Szenarien auch den späteren Kritikern einleuchteten, löste das Szenario «Umsturz» nach der Veröffentlichung des PUK-Berichts im Jahr 1990 einen politischen Aufschrei aus.: S. 48 Die Kritiker übersahen dabei, dass nicht der «Umsturz» zu einer Aktivierung von P-26 durch den Bundesrat geführt hätte, sondern erst die militärische Besetzung.: S. 257 Als Vorbild dürfte dabei der Einmarsch sowjetischer Truppen in Afghanistan 1979 gedient haben.

#### Resümee des Bundesrates
«Unsere im Jahre 1973 festgelegte bisherige Sicherheitspolitik hat sich in der Zeit der Konfrontation zwischen Ost und West als richtig erwiesen. Mit ihrem allgemein friedenssichernden Teil einerseits und ihren defensiven, auf eine glaubwürdige Landesverteidigung zielenden Elementen anderseits bildete sie eine solide Basis für die Bewältigung unserer Sicherheitsprobleme in der Zeit des Kalten Krieges.»

## Organisation
Das P-26 war eine elitäre Kaderorganisation, die aus kleinen Zellen zu zwei bis vier Personen bestand und im Ernstfall rund 80 Widerstandsregionen aufgebaut hätte. Die Mitglieder kannten sich nicht zellübergreifend. Es war vorgesehen, dass der Bundesrat mit seinem Führungsstab den Widerstand jeder der 80 Widerstandsregionen aus dem Exil über täglichen chiffrierten Kurzwellenfunk einzeln geführt hätte. Mit der zentralen Führung wäre die Mobilisierung landesweiter Propagandaaktionen ohne direkte Kommunikation der einzelnen Zellen möglich gewesen.
Jedem Chef einer Widerstandsregion standen ein Funker, ein Aktionsgruppenchef («Ressorts Nachrichten und Propaganda»), ein Kurier (mit seinem Materialdepot) und ein Geniespezialist (der u. a. darin ausgebildet war, mit einfachen Mitteln feindliche Eisenbahnzüge zu blockieren oder feindliche Telefonnetze zu sabotieren) zur Verfügung. Die Zusammenführung zu regionalen Widerstandszellen wäre erst unmittelbar vor oder gar nach einer Besetzung der Schweiz erfolgt. Die Kaderorganisation hätte dann auf Befehl der politischen Führung die eigentliche Widerstandsorganisation rekrutiert und ausgebildet. Auch diese ausgebaute Struktur hätte keinen Kampfauftrag gehabt.
Jeder Chef einer Widerstandsregion rekrutierte ein Basisteam am «Lebensort», und jedes gewonnene Mitglied rekrutierte wiederum das nächste Mitglied, das zur Bewältigung der Aufgaben im Bereitstellungsraum benötigt wurde. Die in der Regel zwischen 45 und 50 Jahre alten Personen (weitgehend Männer, einige wenige Frauen: S. 16) wurden unter grösster Diskretion angegangen. Die Chefs einer Widerstandsregion rekrutierten die Mitglieder meistens aus ihrem Bekanntenkreis und fanden neue Mitglieder z. B. in der Freimaurerloge von Chur oder im Schweizer Alpen-Club (SAC).: S. 82 Jeder kannte nur so viele Teammitglieder wie nötig, und das waren zumeist lediglich zwei Personen. Man suchte bereitwillige Leute, die man als verlässliche Mitglieder der Gesellschaft ansah wie Direktoren, Verbands- und Parteipräsidenten oder Politiker. Das Schweizer Milizsystem bot den Vorteil, dass die Männer bis 55 Jahre regelmässig ihren Truppendienst absolvierten und somit einen relativ hohen militärischen Ausbildungsgrad besassen. Bevor die Auserwählten über die Kaderorganisation ins Bild gesetzt wurden, liess eine geheime Stabsstelle im EMD die Vorgeschichte der Kandidaten von Spezialisten der Polizei prüfen. Die P-26-Mitglieder hatten ein einziges, oberstes Gebot: «Schweigen».
Der Chef des P-26, Oberst im Generalstab Efrem Cattelan (Deckname «Rico», geschäftliche Tarnung «Personalvermittlung Consec» in Basel), erhielt 1979 den Auftrag, die Organisation von Oberst Bachmann weiterzuführen. Der erweiterte Führungsstab des P-26 setzte sich aus Beamten, Berufsmilitärs und Milizangehörigen zusammen. Im administrativen Stabsteil standen drei Beamte des EMD und im Ausbildungsstabsteil sieben Instruktionsunteroffiziere und -offiziere zur Verfügung. Bei ihrer Auflösung im Jahre 1991 bestand die Organisation aus 320 Personen, wovon zirka 10 Prozent fertig ausgebildet waren. Der Sollbestand war auf 800 Personen in 80 Widerstandsregionen angelegt gewesen.

### Mittel
Mittel wie ziviler Ungehorsam, Propaganda, Lächerlichmachen des Gegners, Sabotage gegen die Infrastruktur und andere Aktionen standen im Vordergrund. Um die Keimzellen für eine spätere Widerstandsorganisation im feindbesetzten Gebiet bilden zu können, mussten noch in Friedenszeiten geeignete Kader und Spezialisten rekrutiert, das nötige Spezialmaterial eingelagert sowie die notwendige Infrastruktur im In- und Ausland geschaffen werden. Das P-26 war nicht dazu gedacht und wäre dazu auch nicht im Stande gewesen, als kombattante Einheit den Kampf der Armee gegen die Besatzer fortzuführen.

### Ausbildung
Das P-26 stützte sich auf das in der Schweiz hochgehaltene Milizprinzip. Die Mitglieder waren Funker, Sprengstoffexperten, Logistiker sowie Personen mit Spezialkenntnissen in Propaganda- und Pressearbeit oder wurden darin ausgebildet. Sie wurden einzeln oder in kleinen Gruppen (im letzteren Fall mit Maske und Tarnnamen) in ihren jeweiligen Funktionen an geheimen Orten geschult und durch «Plausibel-Geschichten» gedeckt. Als Ausbildungsorte dienten zuerst das ehemalige Artilleriewerk Krattigen unter dem Tarnnamen «Rosengarten» und ab Mitte 1983 die Festungsanlage «Schweizerhof» in Gstaad, wo auch eine Pistolenschiessanlage zur Verfügung stand. Die Kurse dauerten in der Regel drei bis vier Tage, häufig von Freitagabend bis Sonntag. Insgesamt besuchten die Mitglieder zehn bis zwölf Kurse, das ergab 30 bis 40 Ausbildungstage, verteilt über einen Zeitraum von etwa fünf Jahren. Geübt wurden vor allem das Anlegen toter Briefkästen, das Abschütteln eines Verfolgers und die Erzeugung von Propagandamaterial mit alltäglichen Mitteln. Die Genisten, intern Pioniere genannt, übten auch mit Sprengstoff, Säuren, Laugen und Lösungsmitteln. Als Maxime für Sabotageakte galt: «Geringer Schaden, aber hoher Symbolwert».: S. 64 ff.
Instruktoren und Experten des P-26 und dessen Vorgängerorganisationen liessen sich von 1949 bis 1990 in einem Ausbildungszentrum des britischen Auslandsgeheimdiensts MI6 ausbilden. Diese Ausbildung umfasste konspirative Lebensführung, Organisieren von gewaltlosem Widerstand, Sabotagetechniken sowie Verhaltenstraining bei Gefangennahme und der anschliessenden Isolation. Laut Efrem Cattelan fuhren zur Ausbildung nach Grossbritannien nur Instruktoren. Diese liess man dort zu Übungszwecken unter Spionageverdacht verhaften und verhören. Bei Übungen erhielt die lokale Polizei Fahndungsfotos der Personen. Die nicht eingeweihten Sicherheitskräfte glaubten, ein Sabotagetrupp sei unterwegs. P-26-Angehörige hatten beispielsweise den Auftrag, eine Raffinerie zu sprengen – und trugen dafür Sprengstoffattrappen mit sich.

### Ausrüstung

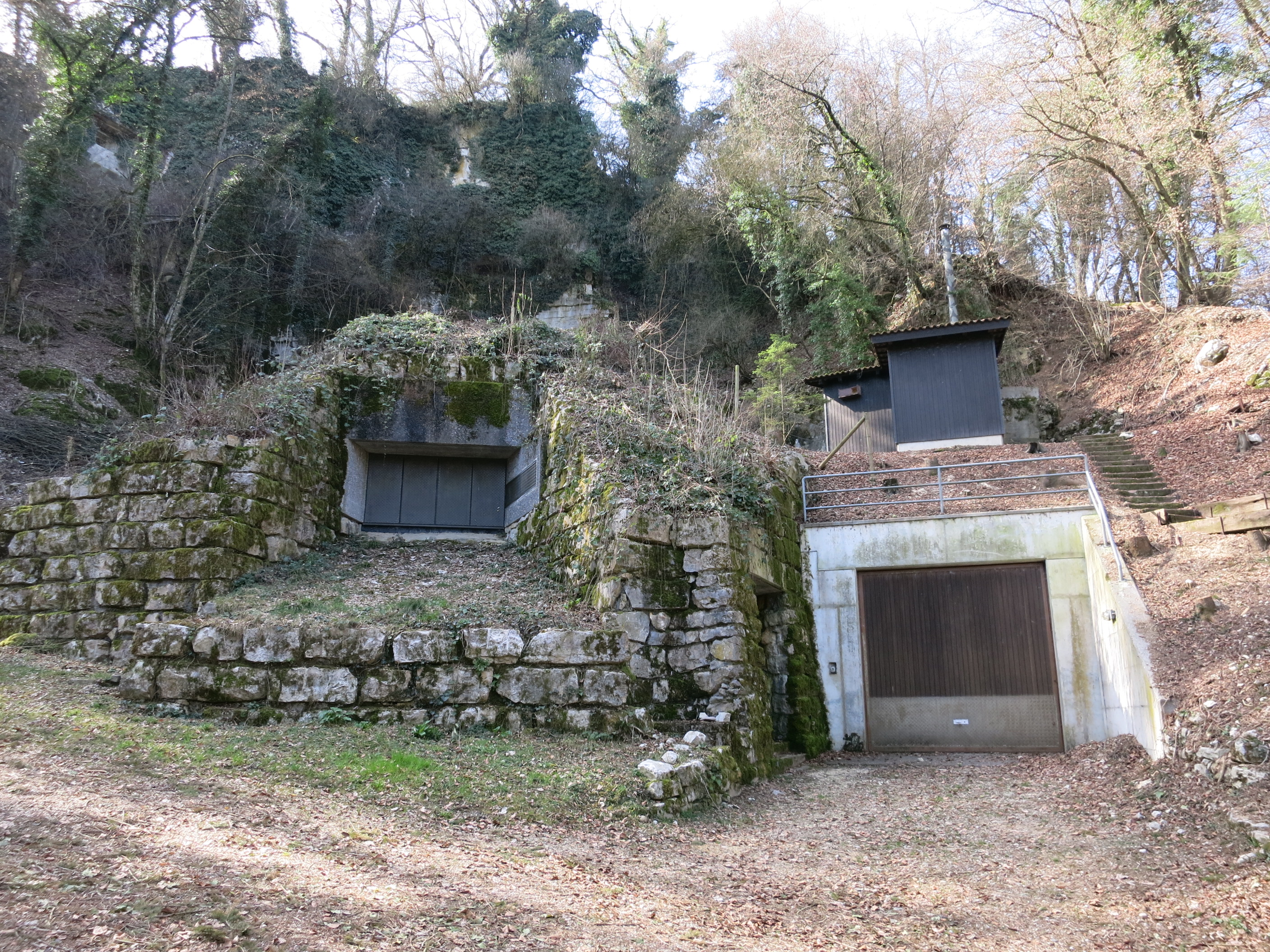
Zentrallager S der P-26

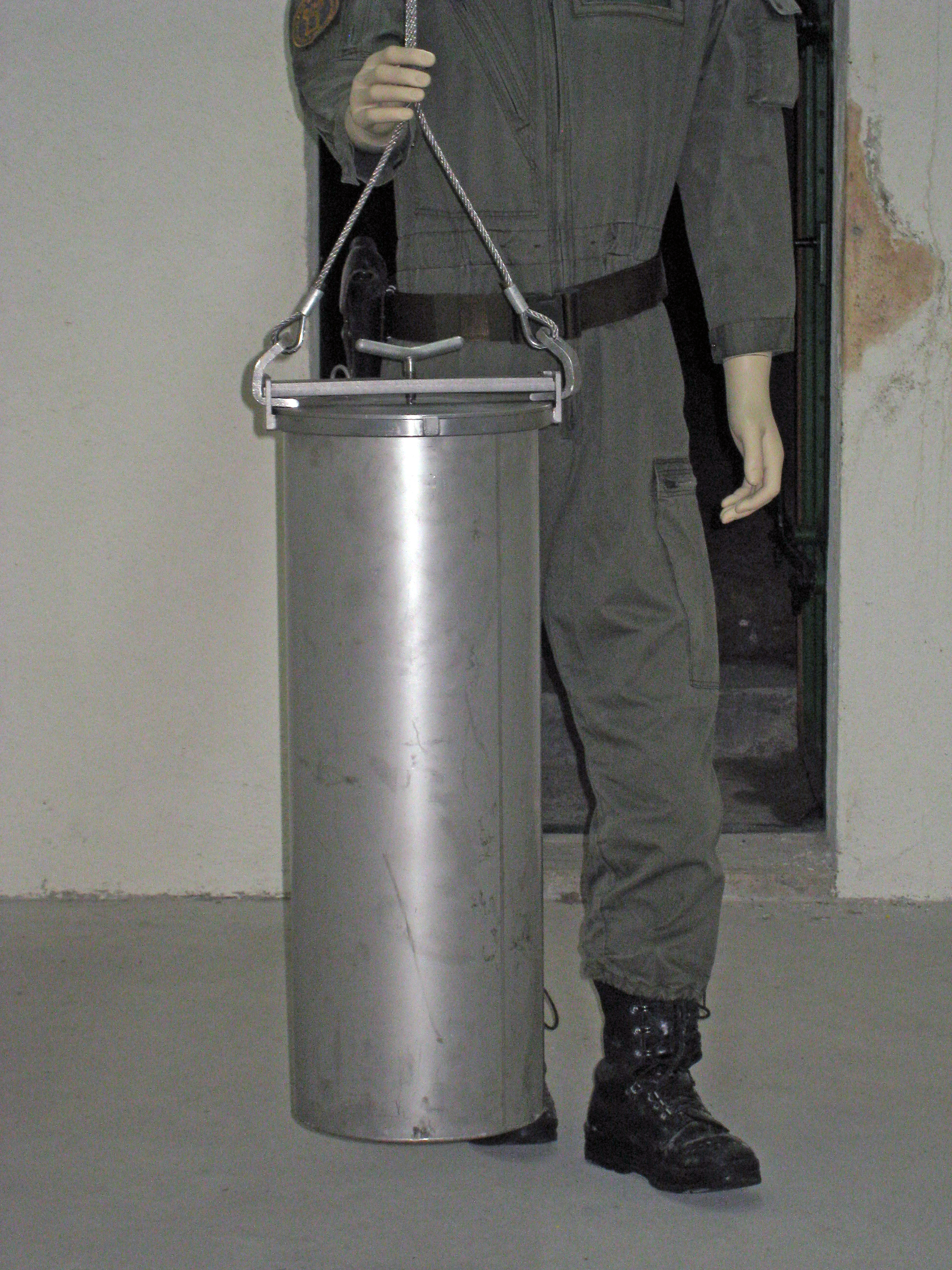
Erdcontainer

Rund 25 Prozent der Grundausrüstung befand sich in vier Lagern der Gruppe für Generalstabsdienste (GGST) des EMD, darunter vor allem das sensitive Material wie Sprengstoff, Waffen (Pistole zur Selbstverteidigung, das selbstentwickelte schallgedämpfte Präzisionsgewehr G 150 im Kaliber 10,4 mm zur Auslösung von «Triggerladungen» und «Materialsabotage») sowie Munition.: S. 340 Dieses wäre erst im Ernstfall verteilt worden. Die Grundausrüstung der Widerstandszellen war in luftdichten Chromstahlbehältern verpackt, um sie bei einer Besetzung während der monate- oder jahrelangen Rekrutierung von Widerstandszellen versteckt im Boden lagern zu können. Waffen und Sprengstoff standen bis zur Liquidation des P-26 unter der direkten Kontrolle des Generalstabschefs.
Für die Friedenszeit standen den Widerstandszellen lediglich Funkgeräte mit Zubehör, Chiffrierübungsunterlagen, Karten im Massstab 1:25'000, Kompass, Feldstecher und Sanitätsmaterial sowie Medikamente zur Verfügung.: S. 335
Die Ausrüstungsbehälter der Regionalchefs enthielten zusätzlich ein «Kobra»-Chiffriergerät, ein Netzladegerät sowie Akkus, zwei Kilogramm Gold als Barren und Plättchen in verschiedener Stückelung, weitere Landkarten, eine SIG Sauer P220 mit drei Magazinen, 120 Pistolenpatronen, Sanitätsmaterial und Medikamente. Das Gold war nicht nur als Zahlungsmittel vorgesehen, sondern, wie Efrem Cattelan erklärte, auch zum Bestechen von Leuten, etwa zur Informationsbeschaffung unter Besetzungsbedingungen, gedacht.: S. 85 ff. Nach der Enttarnung der Organisation P-26 waren der Schweizer Öffentlichkeit auch aus geheimen Lagern gehobene Kriegswaffen, wie Maschinenpistolen und Hohlpanzergranaten, präsentiert worden.: S. 91

### Finanzierung
Die P-26-Organisation benötigte für ihre laufenden Ausgaben (Löhne, Entschädigungen, Mieten, Sold, Verpflegung, Unterkunft sowie kleinere Anschaffungen) durchschnittlich gegen 3 Millionen Schweizer Franken pro Jahr, insgesamt rund 25 Millionen; die Tranchen schwankten zwischen 1,2 Millionen (1985) und 10,7 Millionen (1989). Die Gelder stammten gemäss PUK EMD aus verschiedenen Kreditrubriken des EMD, namentlich des Oberkriegskommissariates. Die Beschaffung von Waffen, Ausrüstung und Sprengstoff lief dagegen zum Teil über die Gruppe für Rüstungsdienste.: S. 103
Ein besonderer Fall waren die modernen Funkgeräte und die Goldplättchen. Das «Harpoon»-Funksystem (rund 200 individuelle Geräte, plus die Zentraleinheiten) kostete die Schweiz 15 Millionen Schweizer Franken. Vor dieser Anschaffung informierte man den parlamentarischen Beirat.: S. 91 1986 bewilligte der Generalstabschef 6 Millionen Franken, für die in den folgenden Jahren Gold für die «Kriegskasse» angeschafft wurde.: S. 107

### Bekannte Mitglieder
- Efrem Cattelan (1931–2014), Chef der Organisation P-26 (1979–1990) (Deckname: «Rico»)[21]
- Hans-Rudolf Strasser (1936–2016),[22] damaliger Informationschef des EMD (Deckname: «Franz»)[21][23]
- Markus Flückiger, Geografielehrer am Lehrerseminar Hofwil, Kurierchef der Region Bern (Deckname: «Cyrill»)[24]
- Susanne Günter, Krankenschwester, nachmalige Vorsitzende (FDP) des Stadtparlaments Schaffhausen, Kurierchefin (Deckname: «Veronika»)[21]
- Alfred Hebeisen (1923–2011), Lehrer am Lehrerseminar Hofwil, Chef der Region Bern (Deckname: «Numa»)[24]
- Susi Noger, Kantonsschullehrerin, Funkerin bei P-26 (Deckname: «Tina»)[25][26]

### Bekannte Mitglieder der Vorläuferorganisationen
- Alphons Egli (1924–2016), alt Bundesrat CVP, Decknamen «Blasius». Er war von 1971 bis 1975 an der Weiterentwicklung des Widerstands im Rahmen des Spezialdiensts (Vorgänger von P-26) beteiligt.[27]
- Jeanne Hersch, (1910–2000), Philosophin. War möglicherweise in der Frühphase des Spezialdiensts dabei.
- Walther Bringolf (1895–1981), Nationalrat SP, war in der ANW engagiert.[28]

## Enttarnung und Auflösung
In den Jahren 1989 und 1990 erschütterte eine Kaskade von Affären das Vertrauen in die Politik und in die Landesbehörden der Schweiz. Die Enttarnung der geheimen Organisationen P-26 und P-27 stand nicht am Anfang, sondern am Ende dieser Serie.: S. 264 Auslöser war der Skandal um die erste Schweizer Bundesrätin und Vorsteherin des Justiz- und Polizeidepartements (EJPD) Elisabeth Kopp. Die Vorkommnisse um Frau Kopp und ihren Ehegatten führten zur Einsetzung der Parlamentarischen Untersuchungskommission «PUK EJPD», die bei ihrer Tätigkeit auf 900'000 Fichen (Karteikarten) stiess, welche die Bundespolizei über Personen und Organisationen im Geheimen angelegt hatte (→ Fichenskandal). Da auf einigen der Fichen Querverweise zum Militärdepartement gefunden wurden, wurden Forderungen nach einer Ausdehnung der Untersuchung auf das EMD laut.
Noch vor der Einsetzung der PUK EMD publizierte die «Schweizer Illustrierte» im Februar 1990 einen Artikel über die «Geheimarmee der EMD-Spione». In der Folge erschienen auch in weiteren Medien Beiträge zu diesem Thema. Dabei wurden die Geschichten aus der Zeit von Oberst Albert Bachmann wieder aufgewärmt. Teile der Schweizer Öffentlichkeit reagierten empört, als durch die Medien verbreitet wurde, dass Waffendepots angelegt und Personen für den Widerstand ausgebildet worden seien. Um die Vorwürfe abzuklären, einigten sich die Bundesratesparteien auf die Einsetzung einer PUK für das EMD.

### Parlamentarische Untersuchung «PUK EMD»
Anlässlich der Parlamentsdebatte um die Einsetzung einer PUK EMD äusserte sich Bundesrat Kaspar Villiger am 8. März vor dem Nationalrat erstmals öffentlich zu den Widerstandsvorbereitungen:

«Eine Widerstandsorganisation, die man kennt, kann ihre Pflicht im Ernstfall nicht erfüllen. Ich kann Ihnen nur sagen, dass es sich nicht um Geheimarmeen handelt. Ich glaube nicht einmal zu Bachmanns Zeiten hätte man das so nennen können. Es handelt sich um eine nicht einmal besonders grosse Kaderorganisation, die bisher dem Generalstabschef allein verantwortlich war, obschon die Organisation ein Instrument der Gesamtverteidigung darstellt – aktiver und passiver Widerstand – und unabhängig von der Armee aufgebaut wurde.»

Trotzdem beschlossen National- und Ständerat am 12. März 1990 eine Parlamentarische Untersuchungskommission (PUK EMD) einzusetzen. Im «Bericht der Parlamentarischen Untersuchungskommission (PUK) zur besonderen Klärung von Vorkommnissen von grosser Tragweite im Eidgenössischen Militärdepartement (EMD)» vom 17. November 1990 (Bericht Nr. 90.022) wurden von der PUK EMD unter der Leitung von Ständerat Carlo Schmid (CVP) Aufbau, Organisation und Tätigkeit der Widerstandsorganisationen P-26 und des ausserordentlichen Nachrichtendienstes P-27 eingehend untersucht. Die PUK untersuchte nicht nur die Unterlagen, sondern sprach auch mit Mitgliedern verschiedener Hierarchiestufen. Die offiziellen Berichte und Belege unterlagen bis 2041 der Geheimhaltung. Die PUK übte Kritik an den Vorbereitungen. Sie hielt hinsichtlich der Mitglieder von P-26 fest, dass man «die Verfassungstreue dieser Personen nicht in Zweifel [zieht] und unterstellt ihnen keinerlei verfassungsfeindliche Absicht.»  Sie sah in einer geheimen Organisation aber eine «potentielle Gefahr für die verfassungsmässige Ordnung» und hielt fest,

«dass diese faktische Beherrschung der Organisation P-26 durch die oberste Landesbehörde nicht gegeben ist. Die Gefahr eines Missbrauches durch Selbstaktivierung besteht. Sie erhöht sich wegen des klandestinen Aufbaus von P-26. (…) Die Gefahr, dass eine Aktivierung ohne oder sogar gegen den Willen der obersten politischen Landesbehörden ausgelöst werden könnte, macht die Organisation zu einem Machtmittel von Personen, die keiner demokratischen Kontrolle unterstehen.»

Kurze Zeit nach der Veröffentlichung des Berichtes enttarnte der Weltwoche-Journalist Urs Paul Engeler am 28. November 1990 den Chef der Organisation, Efrem Cattelan.: S. 451 Am 12. Dezember 1990 wurde – ebenfalls von der Weltwoche – Ferdinand J. Knecht als Chef des ausserordentlichen Nachrichtendienstes Projekt 27 (P-27) enttarnt.: S. 278

### «Gruppe 426»
Bereits anlässlich der Beratung des Schlussberichts der GPK-Untersuchung im Nachgang zur Bachmann/Schilling-Affäre 1981 erhielt das Parlament Kenntnis davon, dass der Generalstabschef zu Konsultationszwecken mit Parlamentariern verkehrte.
Der als Beirat dienenden und aus Bundesparlamentariern aus fünf Parteien bestehenden «Gruppe 426» – die Zahl 426 bezog sich auf den sicherheitspolitischen Bericht des Bundesrates von 1973, Ziffer 426 – wurde vorgeworfen, sie befinde sich im Widerspruch zu den parlamentarischen Regeln, insbesondere der demokratischen Legitimierung, der parlamentarischen Kontrolle und Beherrschung durch die politische Führung. Der «Gruppe 426» gehörten 1990 die Nationalräte Sepp Stappung (SP), Jacques-Simon Eggly (Liberale), Vreni Spoerri (FDP), Hans-Rudolf Nebiker (SVP) sowie Ständerat Jakob Schönenberger (CVP) an. Der Generalstabschef informierte sie über einzelne Aspekte des Projekts 26 und holte dazu ihre persönliche politische Meinung ein. Sie hatten keine Aufsichts- oder Kontrollfunktion.: S. 370 Die PUK EMD sprach von einer «Verletzung des Primats der Politik» und kritisierte: «Die Mitglieder des Beirates hätten sich über die Fragen der politischen Führung, der parlamentarischen Kontrolle und der Finanzaufsicht vergewissern müssen.» Es wurde insbesondere die Einrichtung eines derartigen Gremiums kritisiert; es könne nicht sein, dass sich ein Generalstabschef einen «parlamentarischen Hofrat» halten kann.

### «Untersuchungsbericht Cornu»
Im Nachgang zum PUK-EMD-Bericht wurde vom Untersuchungsrichter Pierre Cornu der «Schlussbericht in der Administrativuntersuchung zur Abklärung der Natur von allfälligen Beziehungen zwischen der Organisation P-26 und analogen Organisationen im Ausland» erstellt und in einer gekürzten Fassung am 5. August 1991 veröffentlicht. Die integrale Version ist bis heute geheim, weil die Akten zur Organisation P-26 (Archivbestand E 5563) des Stabes der Gruppe für Generalstabsdienste zwischen 1969 und 1995 der «verlängerten Schutzfrist» von 50 Jahren unterliegen.
In seiner Antwort auf die im März 2005 eingereichte Motion von Nationalrat Josef Lang zur vorzeitigen Freigabe des ganzen Berichts argumentierte der Bundesrat unter anderem damit, dass eine vorzeitige vollständige Veröffentlichung des Berichts Cornu die Beziehungen der Schweiz zu mehreren befreundeten ausländischen Staaten belasten würde. Mit einer Veröffentlichung des Berichtes würden durch die Schweiz relevante geografische und organisatorische Einzelheiten befreundeter Staaten öffentlich, die diese ausdrücklich geheim zu halten wünschen («überwiegendes schutzwürdiges öffentliches Interesse»). Zudem gelte es festzuhalten, dass zahlreiche, zum grössten Teil noch lebende Personen gegenüber Untersuchungsrichter Cornu unter dem Aspekt der Vertraulichkeit Auskunft erteilt hätten. Diese Personen hätten darum weiterhin Anspruch auf den Persönlichkeitsschutz und den Schutz ihrer Aussagen («überwiegendes schutzwürdiges privates Interesse»). Die Motion wurde durch Nichtbehandeln innert der erforderlichen Frist hinfällig. Eine zweite Motion von Nationalrat Lang von 2009 wurde 2011 von der bürgerlichen Ratsmehrheit abgelehnt.
Das P-26 kooperierte gemäss dem Untersuchungsbericht Cornu weder mit der CIA noch mit der NATO. Es gab auch keinen Kontakt zu Gladio. Mit dem britischen Nachrichtendienst MI6 bestand lediglich eine beschränkte Ausbildungszusammenarbeit. Allerdings hielt Cornu fest, dass «enge Beziehungen zu den Briten bestanden, die über den schweizerischen Widerstand mehr gewusst haben als der Bundesrat und die Vorsteher des EMD».  Eine Beteiligung an einer internationalen Struktur hätte einen Verstoss gegen die Neutralität der Schweiz dargestellt.
Daniele Ganser behauptete, die Schweiz hätte enge Beziehungen zum britischen Geheimdienst MI6 gehabt und das Harpoon-Funksystem verwendet. Das «Harpoon»-Funksystem war in der Schweiz beim Projekt 26 nie in Betrieb, sondern erst in Beschaffung, als die Existenz der geheimen Organisation publik wurde. Die Chiffrierungen von Harpoon waren darüber hinaus für jeden Auftraggeber (als Kunden kamen ausschliesslich Regierungen infrage) spezifisch, so dass es über dieses Netz kein europaweites Funknetz gab. Funkmässige Querverbindungen benachbarter Zellen oder gar zu Zentralen in anderen Ländern hätten im Gegenteil gerade das überlebenswichtige Sicherheitskonzept aller Widerstandsorganisationen gefährdet.
Am 25. April 2018 hat der Bundesrat beschlossen, die anonymisierte «Fassung für die Medien» der Administrativuntersuchung von Pierre Cornu aus dem Jahr 1991 zu veröffentlichen. Laut dem Bericht sei es nahezu ausgeschlossen, dass schweizerische Organisationen Beziehungen zu internationalen Widerstandskomitees unterhalten hätten.

### Archivierung der Akten und verschwundene Dokumente
Die Ausbildungs- und Führungsunterlagen des Projekts 26 wurden mikroverfilmt und zusammen mit einer Namensliste im Tresor des EMD-Vorstehers Kaspar Villiger aufbewahrt, bevor sie 1993 ans Bundesarchiv abgeliefert wurden.: S. 417 Sie unterliegen einer verlängerten Schutzfrist von 50 Jahren und sind bis 2041 nicht frei zugänglich. Dies gilt auch für die Unterlagen der PUK EMD. Der Historiker und FDP-Politiker Titus Meier erhielt für seine Dissertation eine Einsichtsbewilligung und konnte erstmals die Akten des Projekts 26 auswerten.: S. 36
Der Forscher wies die Geschäftsprüfungsdelegation (GPDel) 2016 darauf hin, dass im Bundesarchiv die Akten der Untersuchung Cornu fehlen, und bat die GPDel, den Verbleib der Akten zu klären. Im Februar 2018 teilte das VBS mit, dass 7 Ordner und 20 Dossiers zum Cornu-Bericht unauffindbar seien. Dabei handle es sich hauptsächlich um Einvernahmeprotokolle. Gleichzeitig wurde angekündigt, den geschwärzten Originalbericht Cornu zu publizieren. Im Februar 2019 orientierte die GPDel die Öffentlichkeit, dass die Akten nicht gefunden werden konnten. Ebenso wurde bekannt, dass die Namensliste nun dem Bundesarchiv übergeben wurde.

### «Geheimarmee»
Die Bezeichnung «Geheimarmee» geht auf einen Artikel in der Wochenzeitschrift Schweizer Illustrierte von 1990 zurück. Unter dem Titel «Schnüffelstaat Schweiz – Die Geheimarmee der EMD-Spione» wurde im Vorspann des Artikels behauptet, dass «2000 Männer und Frauen ausgebildet im Bombenlegen sowie im lautlosen Töten» seien. Der Begriff «Geheimarmee» wurde von zahlreichen Medien benutzt.

## Spätere Rezeption

### Ende der Geheimhaltung, Dank und späte Ehrung
Der Gesamtbundesrat hat am 19. August 2009 auf eine Anfrage des Bündner CVP-Ständerates Theo Maissen beschlossen, den Veteranen der geheimen Widerstandsorganisationen der Armee in den Jahren 1940 bis 1990 für ihr stilles Dienen den Dank der Landesregierung auszusprechen. Gleichzeitig hat er die strikte Geheimhaltung aufgehoben, die während 69 Jahren eingehalten wurde.
Als Zeichen des Dankes an die Mitglieder der Widerstandsorganisation für ihren Einsatz für das Vaterland lud Bundesrat Ueli Maurer den 92-jährigen Albert Stierli, den letzten lebenden Funker von General Guisans Widerstands-Geheimnetz G während des Zweiten Weltkriegs in der Schweiz, ins Bundeshaus ein. Es folgten Verdankungen der Regierungen im Grossratssaal in Chur (4 Regionen Graubünden und Region Buchs SG), im Museum in Benken durch die Regierung des Kantons Glarus, im Klostergut Paradies durch die Regierung des Kantons Schaffhausen. Die Regierung des Kantons Uri lud darauf die Widerstandsregionen der Zentralschweiz ins Altdorfer Rathaus ein. Im Mai und Juni 2012 wurden auf Schloss Kyburg und in der Schlosskirche von Spiez die Widerstandsregionen der Kantone ZH, SO und BE durch Regierungsmitglieder der drei Kantone würdig verdankt. Im Mai 2015 wurden im Schloss Ebenrain 25 Veteranen von Isaac Reber, Vorsteher der Sicherheitsdirektion von Baselland geehrt. Nach der Verdankung der drei (sic!) Tessiner Widerstandsregionen durch den Tessiner Militärdirektor Norman Gobbi im Sommer 2015 fanden die Verdankungsanlässe am 17. November 2015 für die Widerstandsregionen der Romandie und des Wallis in der Genfer «Salle des Rois de l’Arquebuse» ihren Abschluss. Die Ansprache hielt Sicherheitsdirektor Maudet. Die Mitglieder der Führungsstäbe unter Oberst Amstutz (1968–1975) und Oberst Bachmann (1976–1979) wurden in stillen Anlässen im Museum Benken verdankt.
Felix Nöthiger veranlasste als Leiter des Musée Résistance Suisse, das in der ehemaligen Ausbildungsanlage «Schweizerhof» in Gstaad eingerichtet wird, am 11. Juli 2016 eine Todesanzeige für Hans-Rudolf Strasser v/o Franz. Die von Hans-Rudolf Strasser angeblich ein Jahr vor seinem Tode selbst verfasste Anzeige stiess auf grosses mediales Echo.
Nöthiger amtet auch als Sekretär der Ehemaligenvereinigung «Club 717» (benannt nach der entsprechenden Ziffer in der Konzeption für Gesamtverteidigung) und hat bei verschiedenen Kantonen die Durchführung der Entlassungsanlässe initiiert. Diese Anlässe sind nicht öffentlich und ihr Bekanntwerden sorgte 2015 für einen medialen Wirbel, als sich die Baselbieter Regierung auf einen nicht existierenden Bundesratsbeschluss abstützen wollte.

### Ausstellungen
- Funken für den Widerstand, Abteilung Gestern am «Armeetag Comm’08» in Frauenfeld, vom 13. und 14. September 2008 (nicht öffentlich)
- Zwischen dem 5. Juni und 3. Juli 2010 wurde im Bunker des Schaffhauser Zeughauses erstmals eine öffentliche Ausstellung zur Organisation P-26 gezeigt.[2]
- Sonderausstellung P-26 – Geheime Widerstandsvorbereitungen im Kalten Krieg im Museum Altes Zeughaus Solothurn, 30. August 2019 bis 13. April 2020.
- Museum im Zeughaus Schaffhausen Sonderausstellung «Widerstand – Résistance» bis Ende 2020
- Schweizerische Militär- und Festungsmuseum Full-Reuenthal Ausstellung über die P26 im ehemaligen «Zentrallager Schloss», der einzigen öffentlich zugänglichen P26-Anlage der Schweiz.
- Musée Résistance Suisse 1940–1990 Viersprachiges Museum zur Widerstandsgeschichte in der früheren Führungsanlage «Schweizerhof» in Gstaad. Eröffnet 2017, Zutritt Museum beschränkt, Zutritt Sammlung Funk öffentlich. Verantwortlich: Pro Castellis, Seestrasse 31, 8806 Bäch, pro-castellis.ch
- Musée Résistance Suisse 1940–1990 Deutschsprachiges Museum zur Widerstandsgeschichte im früheren Zentrallager «BURG» ZLB der GSA für P-26 in Benken SG. Eröffnet als erstes Widerstandsmuseum 2009. Öffentlich für Gruppen. Verantwortlich: Pro Castellis, Seestrasse 31, 8806 Bäch, pro-castellis.ch
- Top Secret Sonderausstellung zur P-26 im Festungsmuseum SASSO SAN GOTTARDO auf der Passhöhe Gotthardpass. Deutsch und Italienisch Juni 2019 bis Oktober 2020. Gestaltung durch Pro Castellis.

### Fernsehsendungen
- Die Schweizer Geheimarmee P-26, Sendung DOK, SRF, Erstausstrahlung 21. März 2018
- In geheimer Mission, Sendung Reporter, SRF, Erstausstrahlung 16. Dezember 2009.
- Das ehemalige P-26 Mitglied Susi Noger bei Kurt Aeschbacher. In: Schweizer Fernsehen, («Aeschbacher»), 15. Januar 2015 (Video, 15 min)
- Il était une fois l’armée secrète, Sendung Temps présent, RTS, Erstausstrahlung 21. Dezember 2017.

### Vorträge
- P-26 – Widerstandsvorbereitungen für den Besetzungsfall (Dr. phil. Titus J. Meier), Referat beim Verein Schweizer Armeemuseum (16. September 2020).